# Revolution (canción de Sophie Ellis-Bextor)
«Revolution» es una canción electropop compuesta por Cathy Dennis, Sophie Ellis-Bextor y Greg Kurstin. Es el séptimo y último sencillo de la cantante británica Sophie Ellis-Bextor lanzado exclusivamente como sencillo digital en Italia, perteneciente a su cuarta producción discográfica Make a Scene. Fue puesto a la venta a través de iTunes el 27 de enero de 2012, acompañado de 2 remixes. 
La compañía encargada de la promoción de la canción en Italia fue EGO Music Italy, quienes también editaron el álbum Make a Scene en ese mismo país.

## Canciones
Sencillo iTunes
1. Revolution (Álbum Versión) - 2:44
2. Revolution (Federico Scavo Radio Edit) - 3:07
3. Revolution (Federico Scavo Remix) - 7:34

Otras Versiones
1. Revolution (Demo) - 3:02

CD Promocional
1. Revolution (Federico Scavo Remix) - 7:34
2. Revolution (Federico Scavo Radio Edit) - 3:07
3. Revolution (Álbum Mix) - 2:44